# Paleografia
Paleografia (gr. παλαιός palaiós „stary”, γράφω graphō „piszę”) – jedna z nauk pomocniczych historii, zajmująca się badaniem rozwoju pisma w procesie historycznym. Paleografia zajmuje się także badaniem środowiska, w jakim żył i tworzył dany pisarz, jak również rozpoznawaniem skrótów (brachygrafia) i „rozszyfrowywaniem” (odczytywaniem) dawnego pisma np. minuskuła karolińska, tekstura, bastarda, antykwa.

## Charakterystyka
Jest jedną z najwcześniejszych i najważniejszych dziedzin nauk „dających poznawać historię” (Lelewel). Uznaje się ją również za „królową nauk pomocniczych”. Bez znajomości tej nauki badanie źródeł pisanych jest praktycznie niemożliwe. Najważniejsze polskie podręczniki paleografii napisali Władysław Semkowicz oraz Aleksander Gieysztor.
Podstawy paleografii stworzyli na przełomie XVI i XVII w. Jean Mabillon i benedyktyn Bernard de Montfaucon. Początków studiów nad starym pismem należy szukać w dziele Jeana Mabillona De re diplomatica libri sex z 1681, zaś nazwy paleografia użył po raz pierwszy Bernard de Montfaucon w 1708 roku w dziele Palaeographia Graeca sive De ortu et progressu literarum Graecarum.